# Partido Republicano Radical
El Partido Republicano Radical (PRR), también referido simplemente como Partido Radical, fue un partido político español. Fundado por Alejandro Lerroux, en el momento de su creación en enero de 1908 el partido lograría atraer hacia sus filas a buena parte del lerrouxismo, un movimiento anticlerical, liberal y republicano. 
Si bien durante sus primeros años tuvo un papel discreto, durante la etapa de la Segunda República se convirtió en una de las principales formaciones políticas españolas, llegando a participar en el Gobierno en varias ocasiones. Afectado por varios escándalos de corrupción y por su creciente derechización política, el Partido Radical entró en una fuerte crisis que derivó en su desaparición tras el estallido de la Guerra Civil.

## Historia
[E]n los comienzos del Partido Radical muchos trabajadores de ideología libertaria votaron sus candidaturas atraídos entre otros factores, por su anticlericalismo, su reivindicación de lo español y por el orgullo de clase que manifestaban los lerrouxistas, con el tiempo el trasvase inverso de antiguos radicales al movimiento libertario fue creciendo a medida que el partido se moderaba en sus formas y programas y sus votantes afluían de modo creciente desde las clases medias. Ya en los años de la Segunda República, el PRR era un partido de derechas de la época arquetípico, inmerso en escándalos monumentales que mezclaban el dinero y las faldas.

### Orígenes y fundación

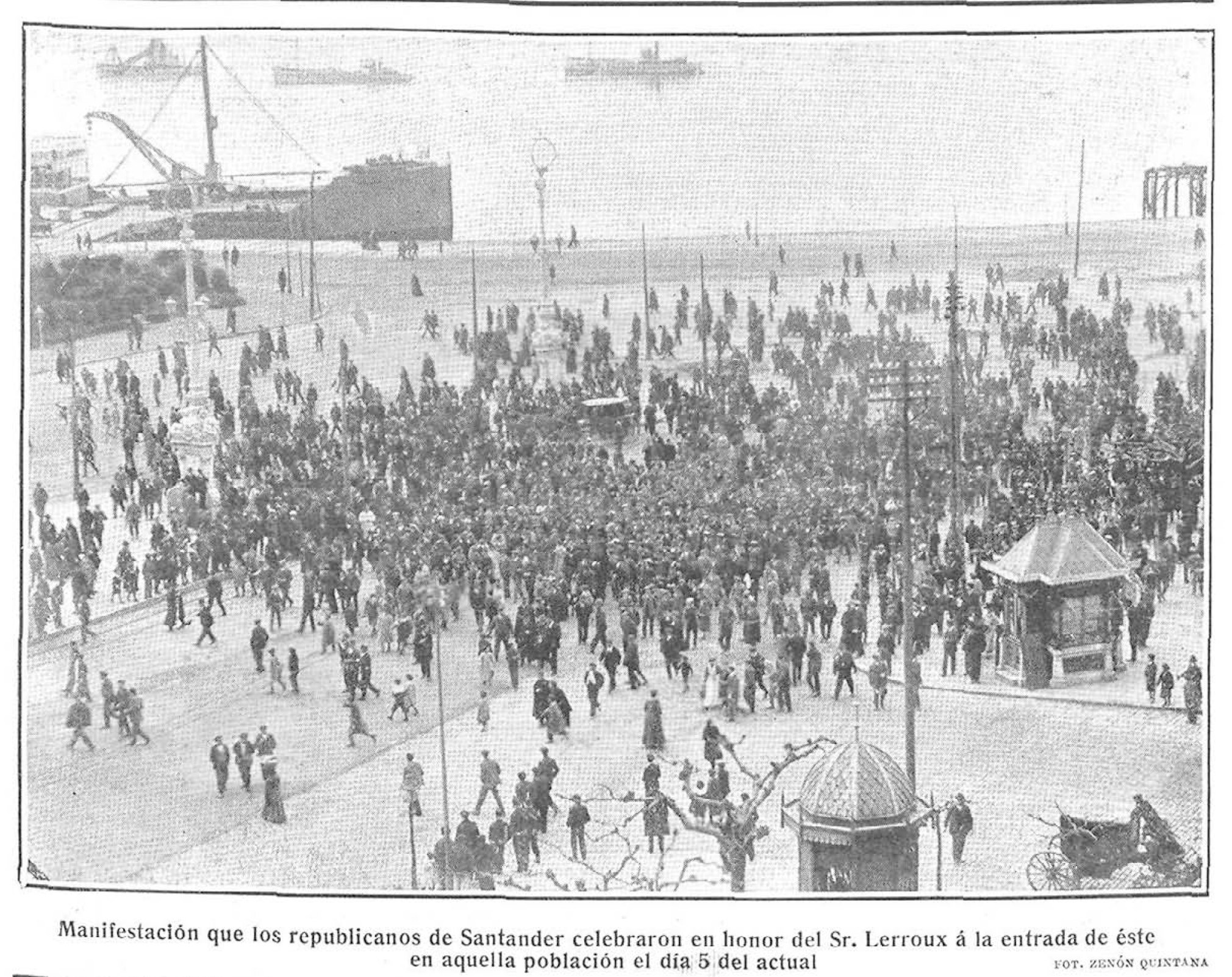
Llegada de Lerroux a Santander el 5 de enero de 1908, fotografía de Zenón Quintana en Nuevo Mundo. Un día más tarde tendría lugar la fundación, en el Teatro Principal de dicha ciudad, del Partido Radical.

El partido fue fundado por Alejandro Lerroux en Santander, al escindirse Lerroux y sus partidarios en 1908 de la Unión Republicana, de Nicolás Salmerón. El acto fundacional tuvo lugar el 6 de enero de 1908, durante un mitin que se celebró en el Teatro Principal de Santander. A este respecto, el propio Lerroux señalaría más adelante que el partido:

No nació de mi capricho, ni menos aún de una disidencia, que si de una disidencia humana hubiera nacido necesitaría ahora de la execración de la opinión pública. Nació de una necesidad política.

El motivo de esta salida se debió a que una parte de la Unión Republicana —encabezada por el propio Salmerón— se unió a la coalición catalanista Solidaridad Catalana, lo que provocó una grave crisis en la coalición republicana. Los republicanos blasquistas también se acabarían escindiendo en una nueva formación. Así pues, Lerroux impulsó la creación del Partido Radical con la idea de reestructurar, en torno a su persona, tanto a lo que quedaba de la Unión Republicana como a otros elementos republicanos dispersos.
Los orígenes del partido se encontraban en el movimiento político y social que Lerroux había construido a su alrededor durante su etapa en Barcelona. En sus inicios, mantuvo un discurso de corte obrerista, anticlerical y anticatalanista, consiguiendo politizar a las masas obreras y atraer a una parte importante de los sectores inmigrantes. Coincidiendo con un momento en que el anarquismo atravesaba una importante crisis —tras el fracaso de la huelga general de 1902—, esto le permitió presentarse como la única opción política de la clase obrera barcelonesa y en clara oposición a las posturas defendidas por la conservadora y católica Lliga Regionalista. Como señalaría posteriormente Eduardo Aunós, Lerroux logró alzar «contra la burguesía catalana […] a las masas proletarias abandonadas en los suburbios fabriles de la gran ciudad mediterránea».
Lerroux, sin embargo, daría un giro hacia posturas centristas a partir de 1910, en el convencimiento de que el republicanismo español carecía de «respetabilidad» y de un verdadero apoyo social. Desde ese momento, Lerroux centraría sus esfuerzos en hacer del Partido Republicano Radical una formación política de corte interclasista, que agrupara a diversos sectores. Progresivamente, fue abandonando su demagogia y se acercó a las clases medias.

### Primeros años
Durante sus primeros años, el PRR mantuvo su centro de gravedad en Barcelona y Cataluña, aunque se mantuvo alejado de los partidos catalanistas y se centró más en el electorado obrero. La existencia del partido lerrouxista dejó a la izquierda catalanista carente de posibilidades políticas por lo menos hasta 1923.

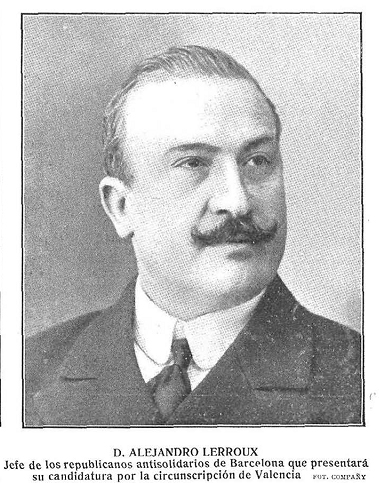
Lerroux, fotografiado por Compañy, hacia 1908, en Nuevo Mundo.

En 1910, el Partido Republicano Radical concurrió a las elecciones generales en alianza con otros partidos republicanos y de izquierdas —la conocida como Conjunción Republicano-Socialista—, logrando sacar ocho diputados en Cortes. Cuatro años después de ese primer gran éxito político, Lerroux firmó el llamado «Pacto de Sant Gervasi», por el cual el PRR establecía una alianza electoral con la Unión Federal Nacionalista Republicana (UFNR). El PRR mantuvo esta alianza electoral durante los comicios de 1914 y, nuevamente, en los de 1916; no obstante, esta fórmula no se reeditaría, debido al escaso éxito que había reportado para ambas formaciones. 
Para estas fechas, Lerroux se había convertido en el jefe indiscutible del republicanismo. Hasta la instauración de la dictadura de Primo de Rivera en 1923, el PRR mantuvo una modesta representación parlamentaria en el Congreso. Durante la dictadura, el partido pasó a la clandestinidad, y Lerroux mantuvo una discreta actividad política. En 1929, el partido sufrió una primera escisión: el sector más progresista del PRR se separó para fundar el Partido Republicano Radical Socialista (PRRS), y, más adelante, una parte del PRRS acabaría confluyendo en la posterior Izquierda Republicana (IR) de Manuel Azaña.
En 1930, en los estertores del reinado de Alfonso XIII, el Partido Republicano Radical fue uno de los principales adheridos al denominado Pacto de San Sebastián. Y, como tal, participó en el Comité Provisional que comandó el derrocamiento de la Monarquía, y en el Gobierno provisional que sustituyó al Gobierno de la Corona tras la proclamación de la II República, el 14 de abril de 1931.

### Segunda República
En el debate sobre la Constitución de 1931, el grupo parlamentario del PRR  —que con noventa parlamentarios era el segundo más numeroso de las Cortes Constituyentes, tras los socialistas— apoyó en general el proyecto presentado por la Comisión de Constitución, especialmente el Estado integral que permitía la formación de «regiones autónomas». Sin embargo, como manifestó su portavoz Rafael Guerra del Río, discrepó en algunos puntos importantes. No aceptaba que las Cortes fueran unicamerales, pues «la minoría radical sostiene el sistema bicameral», con «un Senado que se define como representante de los intereses sociales y de los intereses específicos de las regiones […] al cual asignamos una función de freno de las impaciencias del momento de la Cámara popular», aunque estaría supeditado a ella. Tampoco que se disolvieran las órdenes religiosas; en cambio, debían ser sometidas a una ley especial —por ser «asociaciones muy especialísimas»—, así como la Iglesia Católica en general. Además, a algunas órdenes, en especial a los jesuitas, se les debía prohibir el ejercicio de la enseñanza por constituir «un peligro social, un peligro para la juventud española, que antes que nada debe ser amparada por la República». Por último, rechazaban la «socialización» de la propiedad; porque «reconocemos legítima la expropiación de la propiedad por parte del Estado para fines sociales, pero siempre mediante indemnización. Confiscaciones, nunca; despojos sin indemnización, nunca, ni siquiera a las órdenes religiosas». El portavoz Rafael Guerra del Río acabó su intervención diciendo:

Quizá muchos queridos correligionarios, republicanos no afiliados a nuestro partido radical, sospecharán que en esta postura de esta minoría, de este partido radical, hay más o menos espíritu de derecha. Yo declaro que a mí eso, en estos momentos, no me preocupa absolutamente nada. Nosotros, aunque os parezca una redundancia o una soberbia, nosotros somos nosotros. […]
Cuando hablamos de esta futura Constitución, no pensamos más que en una cosa; que vamos a fabricar un hogar para todos los españoles; que nosotros hemos sido republicanos como lo fueron los de Francia y lo fueron los de Italia, uniendo en una misma acepción las dos palabras, patriota y republicano. Eramos republicanos porque queríamos a España; ahora que tenemos la República, queremos la República para todos los españoles. He dicho.

En diciembre de 1931, Lerroux abandonó el Gobierno de Azaña por estar en desacuerdo con la continuidad de la coalición republicana-socialista que lo sustentaba. A partir de entonces, lideró la oposición parlamentaria desde el centro-derecha, lo que le sirvió para atraer a ciertas figuras políticas moderadas que fueron monárquicas antes de la Dictadura de Primo de Rivera, como Santiago Alba.
En el otoño de 1933, la caída del Gobierno Azaña supuso la convocatoria de nuevas elecciones, a las cuales se presentó el PRR de Lerroux con una propuesta de «República, orden, libertad, justicia social, amnistía». Tras las Elecciones generales de noviembre, que arrojaron una mayoría de las derechas en el Parlamento y en las que el PRR obtuvo 102 escaños, los radicales de Lerroux pasaron a liderar el Gobierno de la República: primero, en solitario —un gabinete monocolor apoyado por la CEDA— y, después, en coalición con la CEDA de José María Gil-Robles. En el Congreso de los Diputados, la minoría radical nombró un directorio integrado por Emiliano Iglesias, Ricardo Samper, Antonio Tuñón de Lara y Diego Hidalgo. Fueron designados secretarios del grupo parlamentario los diputados Carrere y Pascual y ministro de enlace el de Gobernación, Manuel Rico Avello. Además, propuso como presidente de la Cámara a Santiago Alba.
Salida de Martínez Barrio
Las políticas cada vez más derechistas del Partido Republicano Radical empezaron a crear fuertes disensiones en su seno, algo que se manifestó plenamente cuando la diputada Clara Campoamor abandonó el partido. En mayo de 1934, Diego Martínez Barrio abandonó la vicepresidencia del partido radical y se dio de baja en el mismo. Además abandonaron el partido una quincena de diputados, los cuadros más centristas de los radicales -entre ellos los diputados García Ramos, García-Berlanga, Miñones, Blasco Garzón, González Sicilia, Labandera, Silva, Leone, Valentín, Lara, Torres Campañá, Seguí, Fábregas, Frapollí, Alonso y Díez Pastor-, para fundar el Partido Radical Demócrata, que posteriormente sería el núcleo en que se constituiría la nueva Unión Republicana. Este sector del PRR se mostraba en desacuerdo con la creciente línea derechista de la mayoría radical, que pretendía seguir gobernando con el apoyo decisivo de la CEDA.
A lo largo de su mandato, Lerroux tuvo que hacer frente a la Revolución de octubre de 1934, organizada por los socialistas, y que resultó particularmente violenta en Asturias; y a la simultánea rebelión de la Generalidad de Cataluña y su presidente, Lluís Companys (Esquerra Republicana de Catalunya), que proclamó el Estado catalán dentro de la «República Federal Española». Tras controlar la situación en el resto del país, el Gobierno radical detuvo a Companys, suspendió la Generalidad y mandó a las fuerzas del orden, incluida la Legión, a combatir la insurrección obrera en Asturias, que fue duramente reprimida bajo la dirección del general Franco.

### Decadencia y desaparición
Los Gobiernos radicales se sucedieron desde diciembre de 1933, aunque cada vez más debilitados por varios escándalos de corrupción —entre ellos, el del «estraperlo» y el asunto «Nombela»— en que se vieron envueltos sus líderes, lo que llevó a que Lerroux saliera del Gobierno en septiembre de 1935. El Partido Radical nunca se recuperó. Entre otras cosas, porque muchos diputados abandonaron el partido. Son los casos de Benzo Cano o el diputado Cámara, que fue secretario del ministro Portela y se marchó a su nuevo partido.
En las elecciones generales de 1936, que dieron el triunfo a la coalición de izquierdas del Frente Popular, el PRR sufrió un fuerte descalabro: obtuvo un 1,1% de los votos y solo 5 diputados. En la práctica, esto dejó al Partido Radical en la irrelevancia política. Ni siquiera Lerroux logró obtener representación parlamentaria.
Como el resto de partidos políticos activos durante la República, el Partido Republicano Radical fue ilegalizado tras la victoria del bando sublevado en la guerra civil.

## Periódicos y órganos de expresión
A lo largo de su existencia, el Partido Radical dispuso de numerosos diarios y semanarios que sirvieron como órganos de expresión. Tras la proclamación de la Segunda República, se formaría una importante red de prensa «radical» por toda España. Entre ellos destacaban los diarios La Voz (1920-36), de Córdoba; La Voz Extremeña (1931-36), de Badajoz; el Diario de Alicante (1907-36); la La Voz de Menorca (1906-39); o La Voz (1935-36), de Almería. También hubo periódicos que, sin pertenecer al partido, se mantuvieron muy cercanos al lerrouxismo en diferentes coyunturas; fue el caso del diario La Publicidad, de Granada; El Popular, de Málaga; La Zarpa, de Orense; o La Voz de Guipúzcoa.
Tal y como ha señalado el historiador Antonio Checa Godoy, el lerrouxismo nunca llegó a contar con un gran periódico en la capital española, a pesar de los diversos intentos que hubo al respecto. El histórico diario El Imparcial mantuvo en sus últimos años posiciones cercanas al Partido Radical, si bien sólo sería de forma temporal. Situación distinta fue en Cataluña, donde los radicales dispusieron desde sus inicios de numerosas publicaciones. En Barcelona tuvieron periódicos como El Progreso, La Aurora o Renovación. El lerrouxismo catalán también contó con la cercanía de dos periódicos barceloneses, El Día Gráfico y La Noche, así como del diario El Liberal.

## Resultados electorales

### Elecciones generales
| 1910 | ?     | 8/404   | 8  | Dentro de la Conjunción Republicano-Socialista.             |  |  |
| 1914 | ?     | 5/408   | 3  | En coalición con la Unión Federal Nacionalista Republicana. |  |  |
| 1916 | ?     | 5/409   | 0  | En coalición con la Unión Federal Nacionalista Republicana. |  |  |
| 1918 | 0,49% | 2/409   | 3  | Dentro de la Alianza de Izquierdas.                         |  |  |
| 1919 | 0,98% | 4/409   | 2  |                                                             |  |  |
| 1920 | 1.96% | 8/409   | 4  |                                                             |  |  |
| 1923 | 1.71% | 7/409   | 1  |                                                             |  |  |
|      |       |         |    |                                                             |  |  |
| 1931 | 19.1% | 90/470  | 90 | Dentro de la Conjunción Republicano-Socialista.             |  |  |
| 1933 | 21.6% | 102/473 | 12 | Dentro de la coalición con republicanos de centro.          |  |  |
| 1936 | 1.1%  | 5/473   | 97 |                                                             |  |  |